# Liu Shuhan
Det här är en artikel om en person med kinesiskt personnamn; Liu är familjenamnet.
Liu Shuhan, född 29 januari 2006, är en kinesisk simmare.

## Karriär
Vid kortbane-VM 2024 i Budapest var Liu en del av Kinas kapplag som tog brons på 4×100 meter medley.